# Göppel Bus

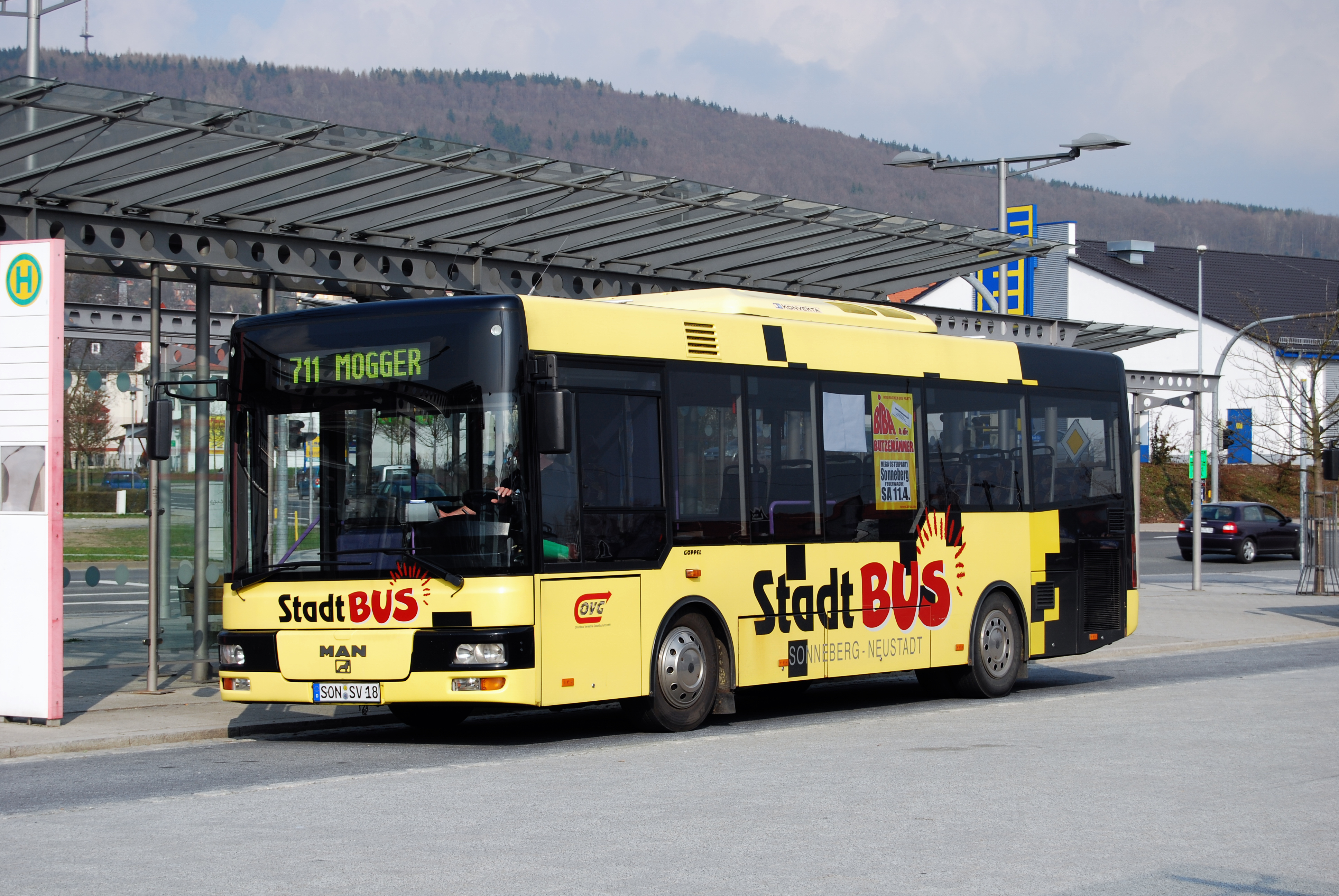
Midibus MAN NM 223 construit par MAN et Göppel

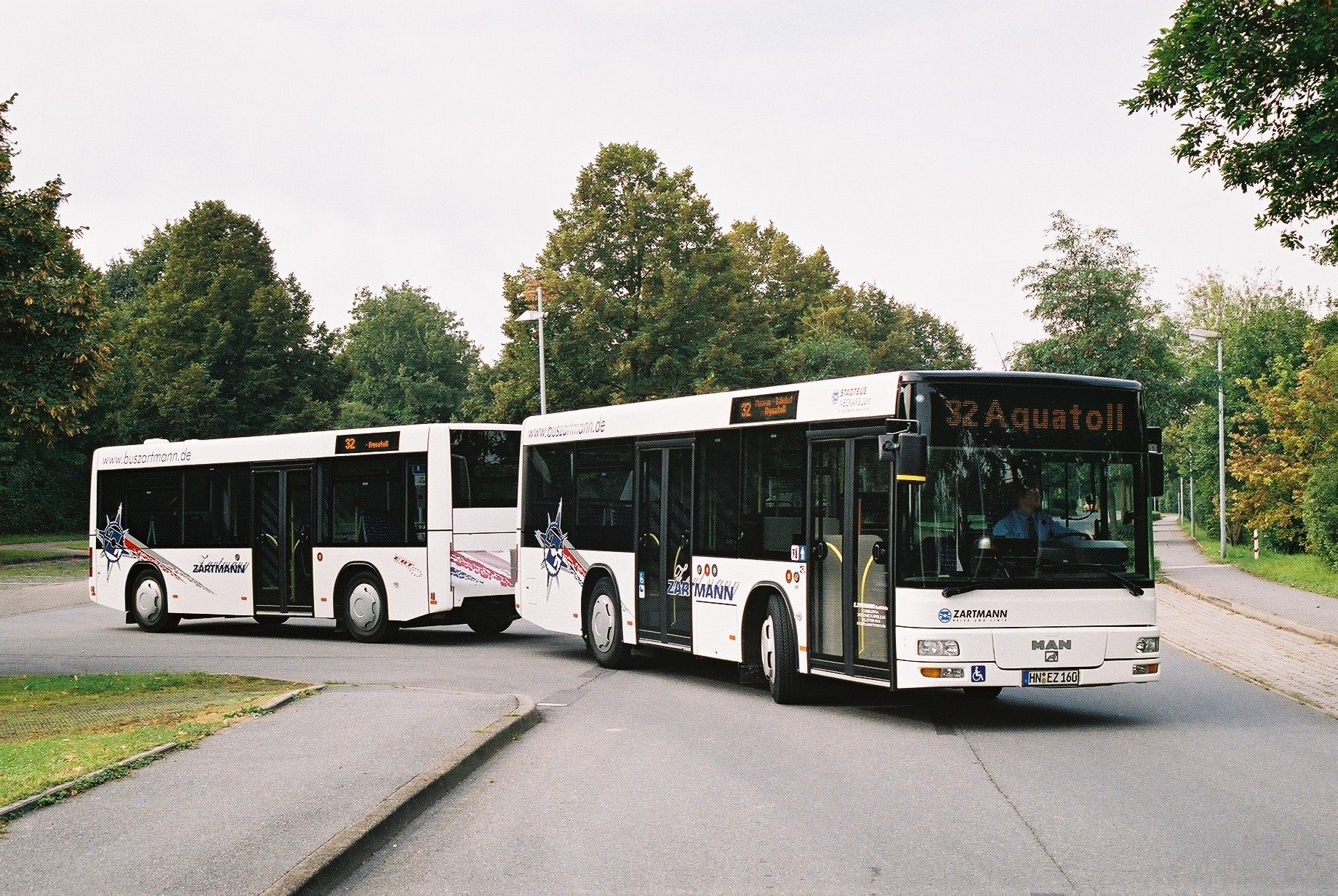
Train de midibus

Göppel Bus GmbH est une entreprise allemande située à Nobitz (Ehrenhain), elle fabrique des autobus et des remorques passagers pour autobus. 145 employés travaillaient pour Göppel Bus en 2010 pour un chiffre d'affaires de 15,5 millions d'euros.
Göppel est aussi le créateur du plus long bus du monde : le Göppel Autotram Extra Grand.

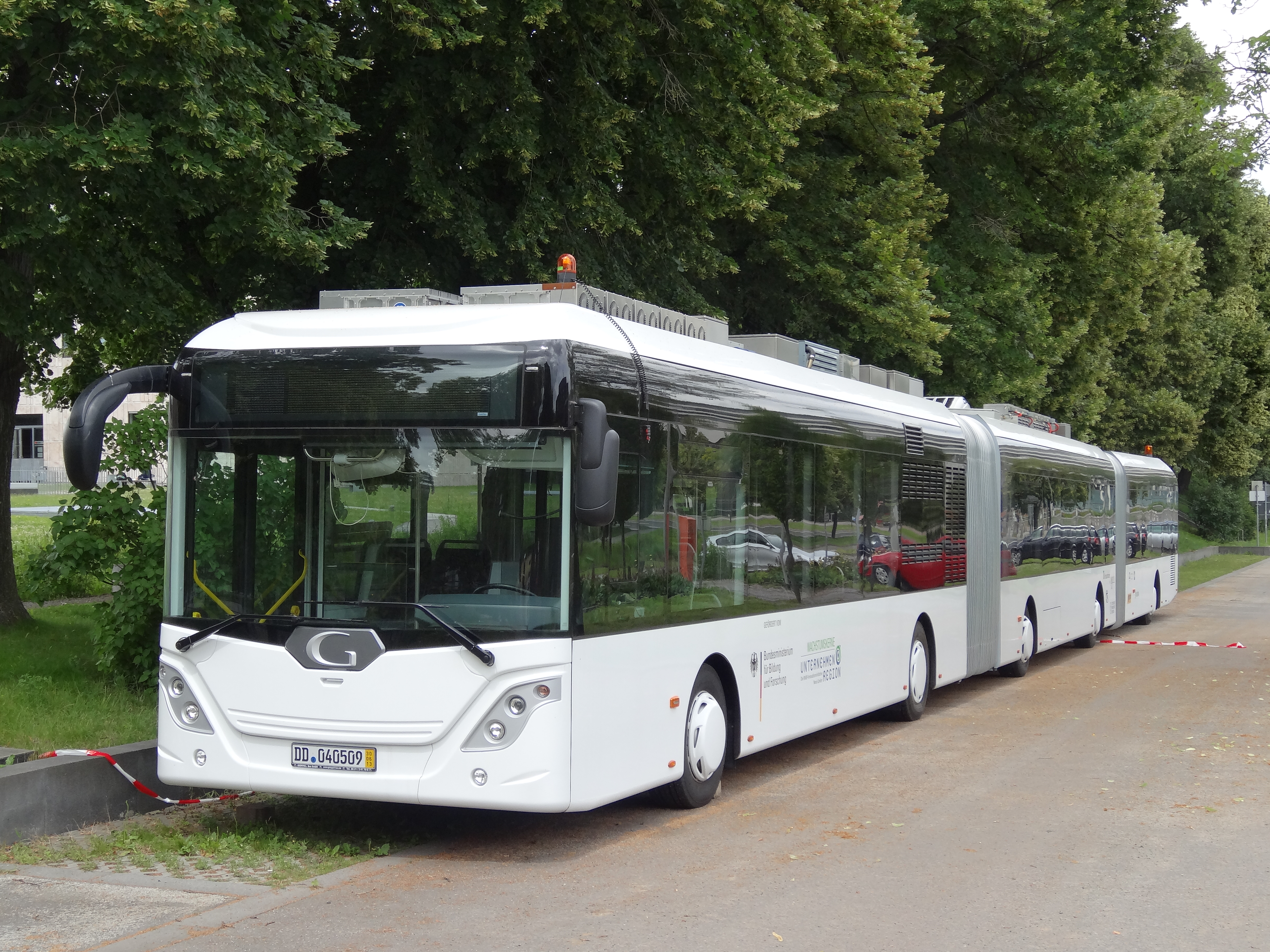
Voici le plus long bus du monde: le Göppel Autotram Extra Grand.

## Histoire
En 1923, Markus Göppel fonde à Ausbourg une entreprise de carrosserie nommée Markus Göppel GmbH & Co. En 1925 débute la production de carrosseries d'autobus. C'est à partir de 1935 que les carrosseries entièrement en acier commencent à équiper les châssis des véhicules utilitaires. 
La production de remorques voyageurs (arrimées derrière un autobus) est la spécialité de Göppel depuis les années 1960. Le véhicule formé par un autobus et une remorque forme un autobus articulé à traction.
Dans les années 1980, les autobus articulés à propulsion (moteur dans la remorque et intercirculation) investissent le marché allemand et Göppel doit se concentrer sur les midibus afin de compenser la chute des commandes de remorques. La production de midibus sur châssis MAN augmente alors.
Le Göppel Helicon, un autocar de tourisme à deux niveaux est présenté en 1987, il est monté sur un châssis MAN 22.330 à trois essieux.
Dans les années 1990, l'autobus à plancher bas se développe, Göppel construit une version 13,7 m d'autobus MAN à plancher bas.
En 2003, Göppel prend le contrôle de 51 % de l'usine Neoplan à Ehrenhain (Thuringe). La production de midibus et d'autocars Neoplan y est alors concentrée. En 2006, Göppel achète les parts restantes et contrôle ainsi 100 % de Neoplan. Göppel Bus GmbH s'établit donc à Nobitz (Ehrenhain).
En 2013, Göppel Bus est rachetée par KIROVSKY ZAVOD, une holding russe de Saint-Pétersbourg.

## L'entreprise
Göppel Bus produit des autobus urbains, en juin 2010 la société met sur le marché sa propre marque d'autobus : go4city. Les véhicules sont développés à Augsbourg et fabriqués à Nobitz.
Sous le nom de Göppel Trains, l'entreprise compose des « trains » de bus à plancher bas : il s'agit de remorques passagers à plancher bas arrimées sur des autobus à plancher bas. Deux familles de ce système se déclinent : Göppel Trains go4city et Maxi et Midi-Trains sur châssis MAN. Ce système permet d'augmenter la capacité de transport des autobus et de consommer moins de carburant pendant les heures creuses.
Pendant plusieurs années, Göppel a été le partenaire de MAN pour la construction des midibus à plancher bas, le châssis étant construit par MAN et la carrosserie par Göppel. 
En 2012, Göppel Bus présente l'AutoTram Extra Grand, un autobus à double-articulation mesurant plus de 30 m. Cet autobus est actuellement le plus long autobus en service dans le monde.